# Carreira (Leiria)
Carreira ist ein Ort und eine ehemalige Gemeinde (Freguesia) im portugiesischen Kreis Leiria. Die Gemeinde hatte 1186 Einwohner (Stand 30. Juni 2011).
Am 29. September 2013 wurden die Gemeinden Carreira und Monte Redondo zur neuen Gemeinde União das Freguesias de Monte Redondo e Carreira zusammengeschlossen.